# Dani Pérez (músico)
Dani Pérez (1978) es un baterista español de heavy metal y fusión, conocido por haber tocado para Saratoga, Stravaganzza y Skizoo. Volvió a reunirse con Saratoga en 2015 y en el 2020 decidió retirarse de la banda después de 6 discos con ellos. Actualmente toca Arnau Marti (actual batería de Saratoga).

## Biografía
Dani comienza a tocar la batería a la edad de 14 años. Sus primeras formaciones son en una banda de fusión y en una death metal técnico llamada Eczema. En 1998, la salida de Joaquín Arellano "El Niño" (junto con Gabriel Boente) de Saratoga, provoca que Jero y Niko Del Hierro, busquen un batería, siendo Dani el elegido, que entra a la banda junto a Leo Jiménez. En Saratoga permanece ocho años, hasta su salida en el 2006. Con ellos graba Vientos de guerra, Tiempos de directo, Agotarás, Heaven's Gate, A morir, El clan de la lucha, Tierra de lobos y The fighting clan. 
En 2003 forma junto a Leo Jiménez, Pepe Herrero y Edu Fernández Stravaganzza, que surge como proyecto paralelo a Saratoga. Con ellos graba Primer Acto (2004), Sentimientos (2005) y el EP Hijo del miedo (2006). También forma parte de Skizoo desde 2004, como proyecto más personal, junto a Morti, los ex-Sôber Jorge Escobedo, Antonio Bernardini y Dani Criado. Con ellos graba Skizoo (2005).
En 2006, tras la publicación de Tierra de lobos de Saratoga, decide dejar la formación para centrarse en sus otros dos proyectos. Posteriormente debido a problemas discográficos y en contra de su voluntad abandona Stravaganzza junto con el bajista de la formación Edu, permaneciendo sólo en Skizoo, con los que graba Incerteza, con fecha de salida el 19 de febrero de 2007.
En julio de 2008 Dani deja Skizoo también en contra de su voluntad, junto con Edu Fernández, y forman juntos una banda llamada Khael. Los componentes actuales de dicha banda son, Dani Pérez a la batería, Edu Fernández al bajo, Aroa Martin a la voz y Victor Duran a la guitarra-
El 20 de noviembre de 2008 sacan su EP debut llamado Khael EP.
En marzo de 2010 editan su primer álbum Dualidad bajo el sello discográfico independiente «DFX»
A Finales del 2014, se reúne con Niko del Hierro y Jero Ramiro para el regreso a la banda Saratoga nuevamente como el baterista tras haber dejado la banda en el año 2006 y que la misma estuvo fuera de escenarios por el parón indefinido; en el cual queda conformada con los anteriores miembros de Saratoga(Formaciones pasadas):
-Tete Novoa (Voz) -Niko del Hierro (Bajo-Coros) -Jero Ramiro (Guitarra-Coros) -Dani Pérez (Batería)

## Discografía

### Con Eczema
- Tendido Cerdo (1996)

### Con Saratoga
- Vientos de guerra (1999)
- Tiempos de directo (2000)
- Agotarás (2002)
- Heaven's Gate (2003)
- A morir (2003)
- El clan de la lucha (2004)
- Saratoga 1992-2004 (2004)
- Tierra de lobos (2005)
- The fighting clan (2006)
- Morir en el Bien, Vivir en el Mal (2016)
- Aeternus (2018)

### Con Stravaganzza
- Primer Acto (2004)
- Sentimientos (2005)
- Hijo del miedo EP (2006)

### Con Skizoo
- Skizoo (2005)
- Skizoo (Reedición) (2006)
- Incerteza (2007)
- 3 (2008)

### Con Khael
- Khael EP (2008)
- Dualidad (2010)
- Efímero  (2014)